# 무한상사
〈무한상사〉는 MBC의 토요일 방송 프로그램 《무한도전》에서 비정기적으로 진행한 에피소드이다.

## 역사
무한상사는 무한도전 창립 6주년을 맞이해 '(주)무한상사 봄 야유회' 특집으로 2011년 5월 21일 첫 방송되었다. 코너 속에서 무한도전의 멤버들은 각각 부장, 차장, 과장, 대리, 사원, 인턴을 맡아 실제 회사의 모습을 실감나게 그려내며 직장인의 애환을 고스란히 녹여냈다. 이후 사무실로 자리를 옮겨 '무한상사 오피스' 특집을 통해 비정기적으로 방송되었다. 2013년 4월에는 무한도전 창립 8주년을 맞아 뮤지컬에 도전하여 직장인의 애환을 녹여내며 큰 울림을 주었다. 2016년 8월 스릴러 장르로 새 단장하여 9월 2일과 9일, 영화 버전으로 새롭게 제작한 ‘2016 무한상사’ 1·2편을 방송하였고, 추석 당일인 9월 15일에는 ’2016 무한상사’ 통합판을 방송하였다.
무한상사의 기업 이름은 무한 그룹이며 무한 그룹의 사장은 권용왕이다. 사장의 이름은 무한상사 내에서 크게 거론 된적은 없으나, 8주년 특집 무한 상사에서 정준하 과장이 해고 되었을 때 정보가 잠시 나온다. 또한 무한 상사는 2005년 4월 23일에 설립되었다.
2018년3월31 폐업

## 역할

### 기존
- 부장 : 유재석
- 차장 : 박명수
- 과장 : 정준하
- (전)대리 : 정형돈
- (전)사원 : 노홍철
- 사원 : 하동훈
- (전)사원: 길성준

### 신입
- 사원 : 황광희
- 과장 : 양세형
- (게스트) 사원→전무 : 권지용

## 역대 특집
| 날짜            | 제목                                  | 게스트 출연 | 회차               | 주석        |
| --------------- | ------------------------------------- | --- | ------------------ | ----------- |
| 2011년 5월 21일 | 〈무한상사 야유회〉                   | 빈칸 | 《무한도전》 250회 |             |
| 2011년 10월 8일 | 〈무한상사 오피스 특집〉              | 배현진 | 《무한도전》 270회 |             |
| 2012년 1월 14일 | 〈무한상사 신년맞이 특집 1부〉        | 빈칸 | 《무한도전》 284회 |             |
| 2012년 1월 21일 | 〈무한상사 신년맞이 특집 2부〉        | 빈칸 | 《무한도전》 285회 |             |
| 2012년 9월 29일 | 〈추석특집 무한상사 1부〉             | 지드래곤 | 《무한도전》 297회 | [ 1 ] [ 2 ] |
| 2012년 10월 6일 | 〈추석특집 무한상사 2부〉             | 지드래곤 | 《무한도전》 298회 |             |
| 2013년 4월 27일 | 〈8주년 특집 무한상사 첫번째 이야기〉 | 장기하, 양효진, 김수지, 홍광호 | 《무한도전》 327회 |             |
| 2013년 6월 1일  | 〈무한상사 두번째 이야기〉            | 씨스타, 후지타 사유리, 맹승지, 김상희 | 《무한도전》 332회 |             |
| 2013년 6월 8일  | 〈무한상사 두번째 이야기 2부〉        | 씨스타, 후지타 사유리, 맹승지, 김상희 | 《무한도전》 333회 |             |
| 2016년 5월 7일  | 《2016 무한상사 액션 블록버스터》     | 장항준, 김은희, 양세형 | 《무한도전》 479회 |             |
| 2016년 8월 27일 | 〈'무한상사: 위기의 회사원' 메이킹〉  | 양세형, 장항준(연출), 김은희(작가) 이제훈, 지드래곤, 김희원, 김혜수 전미선, 신동미, 안미나, 김원해 전석호, 손종학, 쿠니무라 준, 장원석(영화 제작자) 박준식(PD), 이영빈(촬영감독), 오석필(조명감독)  | 《무한도전》 495회 |             |
| 2016년 9월 3일  | 《2016 무한상사: 위기의 회사원 1부》  | 양세형, 장항준(연출), 김은희(작가) 이제훈, 지드래곤, 김희원, 김혜수 전미선, 신동미, 안미나, 김원해 전석호, 손종학, 쿠니무라 준, 장원석(영화 제작자) 박준식(PD), 이영빈(촬영감독), 오석필(조명감독)  | 《무한도전》 496회 |             |
| 2016년 9월 10일 | 《2016 무한상사: 위기의 회사원 2부》  | 양세형, 장항준(연출), 김은희(작가) 이제훈, 지드래곤, 김희원, 김혜수 전미선, 신동미, 안미나, 김원해, 김환희, 쿠니무라 준, 정형돈, 장원석(영화 제작자) 박준식(PD), 이영빈(촬영감독), 오석필(조명감독) | 《무한도전》 497회 |             |

## 같이 보기
- 무한도전